# Rád
Rád is een plaats (község) en gemeente in het Hongaarse comitaat Pest. Rád telt 1647 inwoners (2001).